# اشبانات الواد (اشبانات)
اشبانات الواد هي إحدى مشيخات المملكة المغربية، تتبع جغرافيا لإقليم سيدي قاسم وإداريًا لاشبانات. يقدر عدد سكانها بـ 5514 نسمة حسب الإحصاء الرسمي للسكان والسكنى لسنة 2004.